# Copa del Rei de futbol 1906
La Copa del Rei de futbol 1906 va ser la quarta edició de la Copa del Rei.

## Detalls
Es va disputar entre el 9 d'abril de 1906, i l'11 d'abril de 1906, al Camp del Hipòdrom de Madrid. Es disputà en format de lligueta entre tres clubs:
- Madrid FC
- Recreativo de Huelva
- Athletic Club

El campió de Catalunya X Sporting Club renuncià a participar-hi.

## Partits
| Madrid FC                                       | 3–0 | Recreativo de Huelva |
| ----------------------------------------------- | --- | -------------------- |
| José Giralt · Federico Revuelto · Pedro Parages |     |                      |

| Madrid FC                                                                   | 4–1 | Athletic Club |
| --------------------------------------------------------------------------- | --- | ------------- |
| Manuel Prast 1T' · Pedro Parages 2T' · Manuel Prast 2T' · Pedro Parages 2T' |     | Uribe 2T'     |

| Athletic Club                | 2–1 | Recreativo de Huelva |
| ---------------------------- | --- | -------------------- |
| Hermenegildo García · Celada |     | Waterson             |

## Classificació
| Pos | Equip                | PJ | PG | PE | PP | GF | GC | Pts | Classificació |
| --- | -------------------- | -- | -- | -- | -- | -- | -- | --- | ------------- |
| 1   | Madrid FC            | 2  | 2  | 0  | 0  | 7  | 1  | 4   | Campió        |
| 2   | Athletic Club        | 2  | 1  | 0  | 1  | 3  | 5  | 2   |               |
| 3   | Recreativo de Huelva | 2  | 0  | 0  | 2  | 1  | 5  | 0   |               |

## Campió
| Campions de la Copa del Rei 1906         |
| ---------------------------------------- |
| · Reial Madrid Club de Futbol · 2n títol |